# Episodi di Hart of Dixie (quarta stagione)
La quarta ed ultima stagione della serie televisiva Hart of Dixie è stata trasmessa in prima visione negli Stati Uniti sul canale The CW dal 15 dicembre 2014 al 27 marzo 2015.
In Italia è stata trasmessa in prima visione assoluta sul canale a pagamento Joi di Mediaset Premium dal 10 ottobre al 7 novembre 2015. In chiaro viene trasmessa dal 1° al 9 settembre 2016 sul canale La 5.
| nº | Titolo originale    | Titolo italiano           | Prima TV USA     | Prima TV Italia |
| -- | ------------------- | ------------------------- | ---------------- | --------------- |
| 1  | Kablang             | Esplosione d'amore        | 15 dicembre 2014 | 10 ottobre 2015 |
| 2  | The Curling Iron    | L'arricciacapelli         | 16 gennaio 2015  | 10 ottobre 2015 |
| 3  | The Very Good Bagel | La proposta di matrimonio | 23 gennaio 2015  | 17 ottobre 2015 |
| 4  | Red Dye #40         | Il colorante rosso        | 30 gennaio 2015  | 17 ottobre 2015 |
| 5  | Bar-Be-Q Burritos   | Burritos e salsa barbecue | 6 febbraio 2015  | 24 ottobre 2015 |
| 6  | Alabama Boys        | Figli dell'Alabama        | 20 febbraio 2015 | 24 ottobre 2015 |
| 7  | The Butterstick Tab | Il conto al Butterstick   | 27 febbraio 2015 | 31 ottobre 2015 |
| 8  | 61 Candles          | 61 candeline              | 6 marzo 2015     | 31 ottobre 2015 |
| 9  | End of Days         | La fine dei giorni        | 20 marzo 2015    | 7 novembre 2015 |
| 10 | Bluebell            | Bluebell                  | 27 marzo 2015    | 7 novembre 2015 |

## Esplosione d'amore
- Titolo originale: Kablang
- Diretto da: David Paymer
- Scritto da: Leila Gerstein

### Trama
Tom vuole mettere in piedi un corpo dei vigili del fuoco che possa essere efficiente in modo che l'ispettore possa concedere un finanziamento e aprire una propria stazione, così da non dover sempre rivolgersi ai pompieri di Daphne, tra i volontari ci sono Lavon e George, i quali però sono nel pieno della loro rivalità dato che entrambi desiderano Lemon.
Zoe tenta di riconquistare Wade, prima gli dedica una canzone d'amore con l'aiuto di Crickett, Wanda e AnnaBeth, ma poi si limita a seguire il consiglio di Lavon e George: lo seduce e Wade in un momento di debolezza fa l'amore con lei. Intanto, con grande dispiacere di Lavon e George, di ritorno dalla crociera Lemon è in compagnia di Henry, il suo nuovo fidanzato, è un medico, Bettie non può che esserne contenta, lui appartiene alla famiglia Dalton, una delle più rinomate dell'Alabama. Nel frattempo Shelby è tornata a Bluebell, desidera rimettersi con Brick.
Zoe è felice, dando per scontato che lei e Wade siano sulla buona strada per tornare insieme, ma Brick e Bettie cercano di farle capire che, l'aver fatto sesso con lui, non necessariamente è indicatore di una riconciliazione, Wade in fondo non è nemmeno sicuro di amarla, e il fatto che Zoe si sia concessa a lui con tanta facilità, la porterà solo a confondersi. Infatti Wade mette in chiaro che non vuole tornare con Zoe, sa di non avere il diritto di essere arrabbiato con lei dato che l'aveva tradita, ma lui era davvero disposto a cambiare pur di riconquistarla, e invece Zoe scelse di rifiutare il suo amore ferendolo, e poi si è messa con Joel.
Sono trascorse otto settimane, George e Lavon odiano l'idea che Lemon stia con Henry, il quale pare l'uomo perfetto, ha lavorato per i medici senza frontiere, ha persino scalato l'Everest, lui e Lemon sembrano felicissimi insieme. Durante le prove davanti all'ispettore per vedere se il corpo dei vigili del fuoco di Bluebell meriti una sovvenzione, George e Lavon si mettono a litigare rendendosi ridicoli, e così il finanziamento viene negato.
Brick e Shelby sono tornati insieme, per adesso preferiscono tenere nascosta la loro relazione, ma Brick decide di renderla ufficiale, desidera dirlo alle sue figlie. Lemon ha le nausee, tanto che AnnaBeth sospetta che lei sia incinta, vede inoltre che Zoe ha una cartella clinica con il nome di Lemon, sbircia e scopre che è un test di gravidanza dal quale scopre che Lemon aspetta un bambino.
Earl e Mae Ellen ormai stanno insieme, i due con l'inganno invitano a cena Zoe e Wade, è solo un modo per aiutarli a comunicare e a riconciliarsi. Zoe tenta ancora una volta di convincerlo a dare alla loro relazione un'altra possibilità, ma vedendo che Wade non sa come reagire, decide di andarsene. Earl fa capire a suo figlio che quando la moglie morì, egli fece lo sbaglio di isolarsi per tanto tempo dall'amore, si è fatto condizionare dalle sue paure invitando Wade a non commettere lo stesso errore.
AnnaBeth va da Lemon per congratularsi per la sua gravidanza, lei e Henry avranno un figlio, tuttavia Lemon le spiega che ha frainteso, le nausee sono dovute a un virus che ha contratto, lei non può essere incinta per il solo fatto che lei e Henry non sono mai stati a letto insieme. Henry non è il suo fidanzato, è solo una messa in scena per ottenere da Bettie i soldi che le servono per ristrutturare il Fancie. AnnaBeth non riesce tuttavia a capire di chi fosse quel test di gravidanza, infatti era di Zoe, aveva messo sulla cartella medica il nome di Lemon per evitare che scoprissero che lei è incinta: Zoe aspetta un figlio da Wade.

## L'arricciacapelli
- Titolo originale: The Curling Iron
- Diretto da: Michael Schultz
- Scritto da: April Blair

### Trama
AnnaBeth intuisce che Zoe è incinta, quest'ultima intanto su richiesta di Rose tiene un seminario sul sesso davanti a un gruppo di ragazzine, ma è evidente che è a disagio, specialmente quando le fanno domande sui rapporti sessuali e i contraccettivi. Il fatto che lei sia in stato di gravidanza la rende ipersensibile e isterica, confessa a Rose che aspetta un bambino, e nonostante tutto desidera tenerlo.
Frank rivela George che Lavon e Henry invia spesso delle rose rosse alla madre, i due intuiscono che è una copertura e che probabilmente sono per un'ipotetica amante, credono infatti che tradisca Lemon, ignari che la loro relazione è solo una farsa. AnnaBeth scopre che Shelby e Brick stanno nuovamente insieme, ciò la mette in una brutta posizione, infatti è costretta a mantenere il silenzio con Bettie, non potendo dirle che Henry non è il fidanzato di Lemon, e che Brick ha una relazione segreta con Shelby.
Zoe accetta l'invito a cena di Wade, mentre i due sono al ristorante, Zoe è sul punto di dirgli che avranno un bambino, ma poi capisce che Wade non vuole tornare con lei, effettivamente desidera stare con Zoe, ma per adesso preferisce limitarsi a corteggiarla. Lemon confessa a suo padre che lei e Henry non stanno insieme, è solo uno stratagemma per salvare il Fancie con i soldi di Bettie, mentre Brick rivela alla figlia che è tornato con Shelby. Alla fine Brick si fa coraggio e confessa anche a Bettie che Shelby è tornata a essere la sua fidanzata, Bettie desidera conoscerla e sorprendentemente la prende in simpatia. 
George e Lavon vanno nel negozio di fiori dove Henry compra le rose, chiedono alla proprietaria l'indirizzo dove vengono spedite, e scoprono che i fiori vengono recapitato nella casa di Langford, il migliore amico di Henry. All'inizio credevano che le rose fossero per la moglie di Langford, dando per scontato che lei e Henry siano amanti, ma poi scoprono che non è possibile dal momento che lei non è casa per ricevere i fiori poiché è nello Utah per accudire la madre. Capiscono poi che le rose sono per la domestica di Langford, lei e Henry stanno insieme, adesso l'inganno di Henry e Lemon viene alla luce, la famiglia di Henry non approvava che lui stesse con una domestica, le aveva promesso di sposarla solo quando la famiglia Dalton gli avrebbe dato accesso al loro fondo fiduciario ma per far sì che ciò fosse possibile, doveva far credere a tutti che Lemon era la sua vera fidanzata. Bettie, delusa, strappa l'assegno che doveva consegnare a Lemon.
Mentre Zoe è tutta sola in casa, viene raggiunta da AnnaBeth e Lemon, quest'ultima ha saputo dall'amica della gravidanza di Zoe, la quale è spaventata temendo che sarà una cattiva madre, anche perché è convinta che lo dovrà crescere da sola il bambino. Lemon e AnnaBeth le fanno capire che, viste le circostanze, è naturale che lei abbia paura, ma non sarà una cattiva madre. Wade, che voleva trascorrere la serata a divertirsi con Lavon e George tra birra e videogiochi, incrocia Zoe che gli rivela di aspettare un figlio da lui, è pronta a prendersene cura senza il suo aiuto.

## La proposta di matrimonio
- Titolo originale: The Very Good Bagel
- Diretto da: Richard W. Abramitis
- Scritto da: Kendall Sand

### Trama
George e Lavon non possono fare a meno di notare quanto Wade sia a disagio per la gravidanza di Zoe, tenta di farla stare meglio ma tutto quello che lui dice non fa altro che acuire la frustrazione della donna. Earl è felice all'idea di diventare nonno, Wade però ha capito che con il bambino in arrivo, ormai non può più permettersi di comportarsi da immaturo, tanto che Earl gli fa dono dell'anello di fidanzamento che diede alla madre di Wade quando le chiese di sposarlo, in modo che faccia la proposta a Zoe.
Lemon è arrabbiata con Dash, è stato lui con il suo blog a rendere di dominio pubblico la truffa che lei e Henry avevano architettato, rovinando il piano, Dash per ora non le ha rivelato che erano stati George e Lavon a metterlo al corrente di tutti, con la minaccia di raccontare la verità a Lemon li costringe a prendere parte a una rappresentazione da lui diretta di Orgoglio e pregiudizio di Jane Austen.
Brick tenta di convincere Zoe a prendere in considerazione l'idea di sposare Wade ora che stanno per diventare genitori, ma Zoe non la ritiene una buona idea, del resto anche Alice sposò Brick perché rimase incinta di Lemon, e il loro fu un matrimonio infelice, non vuole che lei e Wade siano condannati allo stesso destino. Wade invita Zoe a una cena romantica, ma Elodie le fa notare che Wade nascondeva nella tasca dei pantaloni un anello di fidanzamento, capisce che vuole chiederle di sposarla, e dunque scappa trovando rifugio a New York, a casa di sua madre Candice.
Lemon, AnnaBeth e Crickett decidono di concedersi una giornata di svago nella casa sul lago dei genitori di George, ci era state in passato quando erano delle liceali, dopo il torneo nazionale di cheerleader. Le tre donne si godono un bagno nel lago in costume ma poi si rendono conto che sono rimaste chiuse fuori casa. Candice tenta di convincere Zoe a tornare a vivere a New York, ma lei non intende farlo, ama Wade e in ogni caso Bluebell è ormai casa sua.
Mentre Lavon e George sono occupati con la rappresentazione di Orgoglio e pregiudizio quest'ultimo riceve una telefonata da Lemon che gli chiede di aiutarla. George si precipita con Lavon alla casa sul lago, e mentre Lavon riaccompagna AnnaBeth e Crickett a Bluebell, Lemon resta con George aiutandolo a riordinare la casa. Zoe partecipa a una festa che Candice ha organizzato nel proprio appartamento, Zoe nota che la madre ha invitato alcuni suoi conoscenti, tra cui un agente immobiliare e il direttore di una scuola di preparazione per l'asilo: capisce che si tratta di un espediente per convincere Zoe a rimanere a New York per crescere lì il bambino.
Ad un tratto alla festa si presenta Wade, ma non è lì per parlare con Zoe, bensì con Candice, le spiega che egli nella sua vita ha commesso molti errori, ma quelli di cui si pente maggiormente sono stati quelli detti dall'insicurezza che lo spinsero a sabotare la sua relazione con Zoe, quando la conobbe lui era solo un barista senza prospettive, a quel tempo sapeva che non sarebbe riuscito a renderla felice, ma in questi anni sa di essere maturato moltissimo. Candice gli consente di parlare con sua figlia, Zoe fa capire a Wade che non possono sposarsi solo perché stanno per avere un bambino, in effetti Wade ha capito che farle la proposta non sarebbe stata una buona idea, ed è consapevole che il bambino cambierà le loro vite, ma la sua unica certezza è che Zoe è il suo vero grande amore.
Quando Lavon riporta a casa AnnaBeth lei gli confessa di amarlo, è per questo che non ha sposato Davis. Lemon e George si abbandonano ai ricordi del passato, fu in quella casa sul lago che fecero l'amore la prima volta, poi si fanno un bagno nel lago e una volta rientrati in casa Lemon si addormenta sul divano con George ad accudirla. Tuttavia il mattino dopo George capisce di non amarla più, dopo che si erano lasciati quella di George si è trasformata in una vita caotica e quindi voleva rifugiarsi nel ricordo del loro amore, perché quando stava con Lemon la propria vita aveva una stabilità, ma ora ha capito che deve rinunciare all'amore per lei e tenersi stretta la loro amicizia, solo così potrà costruirsi un futuro. Le rivela inoltre che erano stati lui e Lavon a informare Dash che quello di Henry era un imbroglio, inoltre le confessa che Lavon la ama ancora, aveva anche tentato di impedirle di imbarcarsi sulla nave crociera. 
Wade è rimasto tutta la notte a New York, dormendo sul divano di Candice, lui e Zoe sono tornati insieme. Lemon e Lavon capiscono di amarsi ancora, ma il problema è che Lemon non vuole ferire AnnaBeth la quale non è ancora pronta per superare i sentimenti verso Lavon.

## Il colorante rosso
- Titolo originale: Red Dye #40
- Diretto da: Bethany Rooney
- Scritto da: Tamar Laddy e Ari Posner

### Trama
È da sei settimane che Zoe e Wade sono tornati insieme, trascorrono tutto il loro tempo a fare sesso, ma Wade non è altrettanto soddisfatto quanto Zoe dato che lei ci tiene che la loro relazione non sia ancora ufficiale, infatti nessuno sa che sono tornati a essere una coppia. Intanto Lemon a breve dovrà vendere il Fancie dato che non ha i soldi per ristrutturarlo e sta ricevendo pressioni dalla banca, Lavon le offre un prestito ma lei lo rifiuta.
Lavon organizza un talent show, il vincitore otterrà un premio in denaro, Lemon decide di parteciparvi e di ottenere quei soldi. Crickett, ansiosa di riavere una propria vita sentimentale, chiede a Stanley il divorzio, lui è pronto a concederglielo, ma a patto che le faccia da partner al talent show. Intanto i fratelli Truitt mettono in piedi un loro complesso musicale, George li ascolta e dà loro dei buoni consigli, tanto che i fratelli di Tansy lo convincono a diventare il loro manager.
Shelby decide di gareggiare al talent show, vuole i soldi per ricomprare il Fancie, propone a Lemon di lavorare per lei come direttrice, ma Lemon non intende lavorare alle dipendenze di Shelby. Visto il talento canoro di Shelby, è evidente che lei ha già la vittoria in pugno, ma durante la sua esibizione si è sentita male, è stata una reazione allergica al colorante rosso.
Bill porta tutti al Rammer Jammer per interrogare i sospettati, vuole capire chi è stato a far ingerire il colorante a Shelby, proprio lì Wade e Zoe stavano facendo sesso e, completamente nudi, si nascondono. Rose conferma di aver visto Stanley andare nel camerino di Shelby, ci è rimasto due ore, il tempo necessario di iniettare il colorante rosso nei cioccolatini che AnnaBeth aveva regalato a Shelby, ma Stanley giura di non aver fatto nulla, era andato nel camerino per incontrarsi di nascosto con Sadie, la sua nuova amante, avendo fatto sesso con lei. Brick esamina i cioccolatini, e non vi è presenta alcuna traccia di colorante.
Wade chiede a Zoe per quale ragione non vuole rendere pubblica la loro riconciliazione: lei afferma che vedendosi di nascosto la loro relazione funziona meglio, se tutti lo sapessero non farebbero altro che viziare il loro rapporto con tutte le aspettative che hanno su loro due, teme infatti che il loro amore non sopravriverebbe se uscisse allo scoperto. Zoe, che mentre era nascosta con Wade aveva sentito gli interrogatori, interviene spiegando a tutti che ha capito come sono andate le cose: è stata Rose inavvertitamente che, mentre mangiava le patatine, aveva fatto sì che Shelby ingerisse le briciole quando Rose l'aveva aiutata a mettersi il microfono, nelle patatine è presente il colorante.
Finalmente Zoe si fa coraggio e confessa a tutti che lei e Wade stanno insieme e che aspettano un bambino. Shelby vince il talent show e ottiene i soldi, ma non desidera più acquistare il Fancie, devolve il denaro a Lemon, così che possa ristrutturare il ristorante.

## Burritos e salsa barbecue
- Titolo originale: Bar-Be-Q Burritos
- Diretto da: Les Butler
- Scritto da: Adam Milch

### Trama
Anche se Zoe e Wade amano vivere con Lavon nella sua piantagione, con il bambino che sta per nascere hanno bisogno di una casa tutta loro, ma non è facile, Zoe non guadagna molto e il Rammer Jammer sta perdendo clienti dato che le sorelle Pritchett hanno aperto una loro attività di street food che sta riscuotendo successo. Dato che Pamela Bailey, la cugina di Polpetta, è una famosa cantante country, lui è disposto a chiederle di esibirsi al Rammer Jammer dato che lei attualmente è a Birmingham, sperando che con un concerto possa attirare più clientela.
Dato che AnnaBeth non è soddisfatta di limitarsi a lavorare come segretaria allo studio medico, desidera studiare alla scuola per infermiere ma non ha i soldi per permettersela, Crickett le suggerisce di vendere la barca dove vive George, in effetti appartiene a lei. George non se la sente di rinunciare alla barca, Lemon tuttavia vede George e AnnaBeth in caffetteria, nota che tra i due c'è una latente attrazione. Lemon e Lavon vogliono stare insieme, ma il problema è rappresentato da AnnaBeth, tanto da ritenere che, se lei trovasse un altro fidanzato, Lemon potrebbe stare con Lavon senza sentirsi in colpa. Tante volte Lemon aveva provato a manipolare George e AnnaBeth affinché fossero amici, ma questa volta vuole provare a metterli insieme.
Tonya va allo studio medico a farsi visitare da Zoe per una congiuntivite, e dato che Zoe ha problemi di soldi le suggerisce di chiedere un aumento a Brick, tuttavia Zoe non si fa illusioni, sa che lui glielo negherebbe. Wade intendeva far alloggiare Pamela nell'albergo di Dash, ma Zoe lo fa chiudere avendo scoperto di un'invasione da cimici da letto. Brick si complimenta con lei, in effetti il medico legale ha affermato che Zoe ha prevenuto quella che sarebbe diventata un'infestazione da cimici di livello nazionale, tuttavia le nega l'aumento di stipendio.
Lemon convince Sal a comprare la casa di AnnaBeth dove George andrà a vivere pagando l'affitto a Sal, ciò permetterà ad AnnaBeth di vendere la barca. Il Fancie è stato ristrutturato, e Lemon invita AnnaBeth e George a cena con la scusa di provare il nuovo menù, Lavon tuttavia non trova giusto che Lemon voglia forzare AnnaBeth a stare con George solo per avere la garanzia di poter stare con Lavon senza sentirsi in debito con l'amica. George e AnnaBeth non tardano a capire che Lemon vuole fare di loro due una coppia e che desidera stare con Lavon. AnnaBeth la rimprovera, il suo è stato un comportamento cinico, Lemon giura di averlo fatto per renderla felice, ma AnnaBeth afferma che ha agito così a causa del suo incontenibile egoismo.
Wade costringe Lavon a ospitare Pamela nella sua casa, lo spacceranno per un bed and breakfast, Lavon ci rimane male quando scopre che Wade e Zoe progettano di trasferirsi in un'altra casa. Purtroppo le sorelle Pritchett continuano ad attirare clienti promuovendo le loro nuove quesadilla, mentre Pamela decide di non esibirsi più dato che Lavon ha litigato con lei dal momento che voleva fare sesso nella sua camera da letto con uno dei fratelli Truitt. Tuttavia Lavon la convince a cambiare idea, e alla fine Pamela canta al Rammer Jammer riscuotendo successo.
Lemon spiega a Lavon che non può stare con lui, non vuole far soffrire AnnaBeth avendo capito che quest'ultima ha ragione, Lemon ha sempre vissuto in funzione del proprio egoismo. Wade e Zoe hanno cambiato idea, resteranno a vivere nella piantagione, trasformeranno la soffitta nella camera da letto del bambino. George e AnnaBeth, durante il concerto di Pamela, si mettono a ballare insieme, sembra che stiano iniziando a provare qualcosa l'uno verso l'altra.

## Figli dell'Alabama
- Titolo originale: Alabama Boys
- Diretto da: Mary Lou Belli
- Scritto da: Leila Gerstein e April Blair

### Trama
Zoe e Wade sono in ospedale per dei controlli, e dall'ecografia emerge che il bambino è un maschietto. George continua a lavorare come manager musicale, oltre ai fratelli Truitt anche Polpetta vuole farsi rappresentare da lui, mentre AnnaBeth inizia con soddisfazione i corsi per infermiera. Tansy e Crickett hanno entrambe capito che George e AnnaBeth si stanno innamorando, tuttavia Tansy mette in guardia George temendo che lei sia ancora infatuata di Lavon, mentre Crickett parlando con AnnaBeth insinua che George vuole riconquistare Tansy.
Dash dà una cattiva notizia ai suoi concittadini, Bluebell non è stata scelta per ospitare il campionato di football, ma se accettassero di condividere l'evento con Fillmore (il quale vanta un ottimo impianto sportivo) la città otterrebbe un ottimo margine di guadagno, è necessario che Lavon convinca Gainey a collaborare. Gloria, la moglie di Gainey, va a Bluebell per compare dei savoiardi e incontra AnnaBeth, dal momento che loro due sono buone amiche la invita alla sua festa di compleanno, alla quale vanno anche George e Lavon sperando che possano convincere Gainey ad accettare di condividere il campionato di football ospitandolo insieme.
Allo studio medico viene ricoverata una bambina di nome Scarlett Kincaid, si è fratturata l'ulna giocando a softball, si presenta la madre che stranamente è a disagio nello studio medico, quando Zoe medica Scarlett, lei e la madre si apprestano ad andarsene, ma poi fa il suo arrivo Brick, e quando lui e la madre di Scarlett si incontrano, tra i due c'è dell'imbarazzo, si limitano a stringersi educatamente la mano, ma poi lei va via con la figlia. Zoe, avendo notato quanto fossero a disagio chiede a Brick una spiegazione, e lui le confessa che la madre di Scarlett è Alice, la sua ex moglie.
Scooter invita Tansy a cena, lei è felice dando per scontato che voglia chiederle di sposarlo, ma in realtà la lascia per un'altra donna, una paralegale con la quale da un po' si vedeva. Intanto Magnolia torna a Bluebell e non è sola, con lei c'è un ragazzo di nome Chet con cui ha iniziato a uscire, si sono conosciuti a un rodeo. Lemon e Wade lo prendono in antipatia, hanno capito che è solo un playboy arrogante, non lo ritengono il ragazzo giusto per Magnolia, per la quale in realtà non prova niente. Wade inizia a sentirsi a disagio avendo capito che il proprio astio verso Chet è motivato dal fatto che quest'ultimo è uguale a lui quando era single. Se all'inizio Wade era contento di crescere un maschietto, ora entra nel panico, temendo di non poter essere un buon esempio come padre, oltre al fatto che Ethan è una figura assente mentre Earl è inaffidabile, il bambino potrebbe crescere senza un uomo responsabile su cui contare. 
Alice va allo studio medico, confessa a Zoe che per quindici anni ha rimpianto di aver tagliato i ponti con la sua famiglia, ma le chiede di darle l'opportunità di parlare con Brick. Quest'ultimo rivela a Zoe che a ferirlo non è stata la decisione di Alice di divorziare da lui, ma il fatto che ha abbandonato Magnolia e Lemon, si è sobbarcato la responsabilità di crescerle da solo, tuttavia accetta di rivedere la sua ex moglie ma senza dirlo alle figlie.
Durante la festa di compleanno di Gloria, suo marito parla con Lavon e i due decidono per questa volta di mettere da parte le loro divergenze, le due città ospiteranno insieme il campionato. AnnaBeth spiega a George che lei non prova nulla per Lavon, mentre George le giura che non intende tornare con Tansy, infine AnnaBeth accetta di uscire con lui. Zoe, vedendo quanto Wade è turbato, gli fa capire che per essere dei bravi genitori dovranno imparare entrambi a migliorarsi ogni giorno, ma lo faranno insieme sostenendosi, e in ogni caso Zoe è sicura che i figli che avranno non saranno dei cattivi ragazzi.
AnnaBeth dà a Lemon il permesso di stare con Lavon, dal momento che lo ama e Lavon la ricambia. Wade vede Chet provarci con un'altra ragazza e con una mazza da baseball lo minaccia, ma poi arriva Magnolia che prende la mazza di Wade e intima Chet di lasciare Bluebell con le maniere forti, avendo capito che lui non vale niente. Mentre Lemon cammina per strada, vede Brick in compagnia di Alice, e rimane senza parole.

## Il conto al Butterstick
- Titolo originale: The Butterstick Tab
- Diretto da: Ricardo Mendez Matta
- Scritto da: Amy Roy

### Trama
Lemon trova inaccettabile che Brick abbia voluto vedere Alice, quest'ultima si presenta al Fancie, vuole parlare con la figlia ma Lemon, senza nemmeno darle il tempo di spiegarsi, le impone di andarsene. Zoe non trova corretto da parte di Wade usare il proprio fascino per ricevere dei favori dalle donne, ad esempio la parrucchiara Susie gli taglia i capelli senza farlo pagare, la postina Bethany porta i pacchi al suo posto all'ufficio postale, Lucy che lo rifornisce di birra gli fa sempre un prezzo omaggio, e Maybelline proprietaria della caffetteria gli dà i muffin gratis.
Anche se Zoe aveva consigliato a Scarlett un ortopedico vicino a casa sua, la bambina essendosi affezionata alla dottoressa, preferisce farsi visitare allo studio medico di Bluebell, ciò complica le cose, infatti Lemon non vuole avere nulla a che fare con Alice e la sua nuova famiglia. Rose porta Scarlett alla festa di compleanno della piccola Ethel che compie un anno, ma Zoe per evitare che Magnolia scopra che Scarlett è la sua sorellina, decide di riportarla dalla madre. Intanto Lemon, capendo che non può ignorare la rabbia che è riemersa a causa di Alice, decide di affrontarla, va a trovarla nel negozio dove lei lavora e le rinfaccia il suo disprezzo, per colpa del suo abbandono probabilmente lei e Magnolia non troveranno mai una stabilità; la cosa diventa imbarazzante quando arrivano Zoe e Scarlett, quest'ultima ha sentito tutto, e ora ha scoperto che sua madre aveva avuto un'altra famiglia che ha abbandonato.
Zoe, facendo capire a Wade che dal momento che diventerà padre, deve dare il buon esempio a suo figlio, lo esorta a non accettare più favori dalle donne. Per Wade non è facile, è praticamente istintivo sfruttare il proprio fascino a suo favore, ma decide di convocare tutte le sue amiche al Rammer Jammer mettendo in chiaro che da ora non accetterà più il loro aiuto. Tutte si sentono indignate, anche perché Wade aveva insinuato che erano gentili con lui perché desideravano conquistarlo, adesso gli riservano un atteggiamento livoroso, addirittura Maybelline pretende che lui paghi tutto il conto arretrato della caffetteria.
Lemon, esortata da Zoe, decide di fare un tentativo per conoscere meglio Scarlett, la quale non sta passando un bel momento ora che ha scoperto il segreto di Alice. Lemon ne discute con Brick, Shelby e Magnolia, quest'ultima però ritiene che spetti a Lemon la scelta finale.
George e AnnaBeth decidono di uscire a cena insieme, tuttavia Crickett e Tom li aiutano a sceglie un ristorante, in particolare uno dove non sono stati con i loro rispettivi ex. Trovano un ristorante norvegese con pessime recensioni, vanno lì e anche se la cucina è pessima, i due si divertono a chiacchierare. Il mattino dopo AnnaBeth va a trovare George sulla barca, lui le ha preparato una colazione, infine si scambiano il loro primo bacio.
Wade convoca nuovamente tutte le donne al Rammer Jammer, si scusa per aver dato l'impressione di non aver apprezzato la loro gentilezza, adesso ha capito che erano cordiali e affettuose con lui perché desideravano prendersi cura di Wade, soprattutto Susie che aveva iniziato a tagliargli gratis i capelli dopo che la madre di Wade era morta, mentre Maybelline non gli faceva pagare il conto perché sapeva che come barista guadagnava poco. Tuttavia Wade ora è un uomo diverso, non può più accettare i loro favori perché adesso è capace di provvedere da solo alle proprie necessità, ma soprattutto deve prendersi cura di Zoe e del loro bambino con le sue sole forze. Tutte apprezzano le sue belle parole e lo perdonano, e accettano di farsi offrire la cena da Wade.
Lemon parla con Alice spiegandole che non la perdonerà, ma desidera avere un rapporto con Scarlett, quest'ultima è felice di conoscere sua sorella, infine Lemon, Magnolia e Scarlett vanno a pranzare tutte e tre insieme al Rammer Jammer.

## 61 candeline
- Titolo originale: 61 Candles
- Diretto da: Brandi Bradburn
- Scritto da: April Blair e Tamar Laddy

### Trama
Tutto a Bluebell sembra procedere per il meglio, Magnolia passa molto tempo con la sorellina Scarlett, mentre Tom e Wanda hanno avuto la loro bambina, invece Lemon e Lavon si mettono finalmente insieme. Tra George e AnnaBeth è passione, inoltre la sua carriera di manager musicale procede bene, ha trovato una casa discografica che è interessata alla demo di Polpetta tanto da proporgli un contratto. Dato che Tom e Wanda sono impegnati con la piccola, Lavon esorta i cittadini a svolgere i vari lavori di Tom al suo posto, almeno temporaneamente, AnnaBeth lo sostituisce come assistente di George, intanto i suoi genitori, Clora e Harold, vanno a trovarlo nel suo studio, e la cosa diventa imbarazzante quando lo sorprendono mentre stava per fare sesso con AnnaBeth.
Adesso che Lemon è la fidanzata di Lavon emerge un problema: ora lei e Zoe dovranno passare più tempo insieme, ma le due donne non si sopportano. Decidono di fare un tentativo per andare più d'accordo, Lemon le propone di andare a comprare insieme un colabrodo per il ristorante mentre Zoe propone un summit di urologia sui calcoli renali, ma poi decidono di optare per una giornata nel camper di Stanley il quale ha inaugurato la sua nuova attività, una Spa mobile.
Mentre Winifred è nel suo giardino di girasoli viene raggiunta da Wade che le chiede se ha un cimelio di Harley da regalare a Zoe, ma purtroppo quando egli è morto la sua famiglia diede via tutta la sua roba, anche perché a quel tempo nessuno sapeva che aveva una figlia. Mentre Lemon è nella Spa mobile con Zoe, le chiede di trascorrere meno tempo con Lavon, ora che stanno insieme Zoe non può monopolizzare egoisticamente tutto il loro tempo. Zoe si rifiuta di farlo, Lavon è praticamente la sua famiglia, non ha mai avuto modo di allacciare un rapporto con Harley, e quindi non rinuncerà a Lavon.
Harold e Clora sono contenti che George sta con AnnaBeth, ritenendola più giusta per lui se paragonata a Tansy e Lemon, inoltre Harold sorprendentemente non si oppone al fatto che George lavori come manager musicale, infatti gli confessa che lo studio legale per cui ha lavorato per 40 anni lo ha costretto al prepensionamento, ormai ha smesso di esercitare, è fiero di George che al contrario di Harold ha preferito scegliere con il cuore. Zoe esce dalla Spa mobile e va da Frank a prendere un gelato, proprio Frank le fa notare che lei si sta comportando ingiustamente, in fondo Lemon e Lavon stanno insieme da poco e sarebbe corretto da parte di Zoe di concedere a entrambi più intimità.
Tom, stressato per colpa della figlia, si mette al volante dell'auto ma si addormenta finendo col schiantarsi contro la Spa mobile, nessuno si fa male, sebbene Zoe temesse che Lemon fosse ancora dentro il camper, anche Lemon credeva che Zoe fosse lì dentro, entrambe hanno capito che erano preoccupate l'una per l'altra. Brick si sente amareggiato avendo capito che tutti hanno dimenticato il suo compleanno, Lavon e Wade lo invitano a una battuta di pesca, lui è felice credendo che si tratti di un espediente per una festa a sorpresa, ma poi scopre che era solo un pretesto affinché Lavon gli confessasse che ora Lemon è la sua fidanzata.
Solo all'ultimo momento Shelby si ricorda del compleanno di Brick, e con l'aiuto di tutti gli organizza una festa al Fancie. Brick anche se è consapevole che la festa è stata organizzata per rimediare al fatto che tutti si erano dimenticati del suo compleanno, apprezza comunque il bel gesto, inoltre è felice che Lemon e Lavon ora stanno insieme. Zoe accetta di trascorrere meno tempo con Lavon in modo che egli possa godere maggiormente della compagnia di Lemon, quest'ultima intanto fa una sorpresa a Zoe: una papera di legno, è un giocattolo che Harley aveva intagliato in passato, lo aveva regalato a Lemon al tempo in cui lui e Brick gestivano lo studio medico insieme, ma ora ci tiene che sia Zoe ad averlo, conosceva bene Harley e sarebbe disposta a parlargli di lui tutte le volte che Zoe lo vorrà. Quest'ultima la ringrazia, infine lei e Lemon si abbracciano.

## La fine dei giorni
- Titolo originale: End of Days
- Diretto da: Tim Matheson
- Scritto da: Adam Milch e Kendall Sand

### Trama
In piena notte, mentre AnnaBeth dorme in camera da letto, fa la sua comparsa Cyrus Lavinius Jeremiah Jones, il fondatore di Bluebell, nelle sembianze di Lavon, che avverte AnnaBeth, ci saranno dei segnali avvisagli di quello che sarà il cambiamento che porterà alla fine di tutto. AnnaBeth ne parla con Crickett, quest'ultima è della convinzione che il sogno altro non è che una premonizione.
Zoe, Wade, Lemon, Lavon, AnnaBeth e George si godono tutti insieme una brunch da buoni amici, Sylvie e Brando dopo il matrimonio si sono trasferiti a New York, ma tornano a Bluebell per Zoe ora che lei sta per avere il bambino, Wade mostra ai due anziani la nursery per il piccolo che lui stesso ha finito di arredare; la cosa diventa imbarazzante quando Brando e Sylvie domandano a Wade e Zoe se intendono sposarsi. Infatti Wade ci rimane male perché lui ci terrebbe a sposare Zoe, ma lei al contrario non vede nel matrimonio una necessità nel loro rapporto, ricordando a Wade che lui sposò Tansy da ubriaco e le loro nozze sono durate solo pochi mesi, lei non ritiene che Wade sia abbastanza maturo per dare importanza al matrimonio.
A Bluebell si sparge la voce del sogno premonitore di AnnaBeth, tutti temono che arriverà la fine del mondo anche perché i segnali menzionati da Cyrus si stanno velocemente avverando, e la gente entra nel panico tanto da commettere ogni tipo di follia. Polpetta deve esibirsi in un jazz-bar a New Orleans, quindi George va a dargli sostegno, ma dato che la sua auto è guasta, Zoe gli dà un passaggio. I due, arrivato al jazz-bar, scoprono che il proprietario non vuole far cantare Polpetta in quanto una band più affermata desidera un'esibizione. George minaccia di portarlo in tribunale se non farà cantare Polpetta dato che nello stato della Louisiana un accordo verbale è legalmente vincolante, tanto che alla fine accetta di farlo esibire. Pamela, che è lì presente, rimasta colpita da come George ha risolto la faccenda, gli propone di trasferirsi a Nashville per lavorare con lei come manager, è affascinata da George perché lui lavora con passione e non per lucro, ritenendo che George non può sprecare per sempre le sue potenzialità nell'ambiente circoscritto di Bluebell.
Mentre Zoe e George tornano a Bluebell, quest'ultimo tenta di convincerla a riconsiderare la possibilità di sposare Wade, egli è sempre stato un donnaiolo, e questo rende ancora più bello che lui desidera diventare suo marito e esserle devoto. Lemon, dal momento che Cyrus si è presentato ad AnnaBeth con le sembianze di Lavon, interpreta il sogno dell'amica come la conferma che tra lui e AnnaBeth è finita dato che quest'ultima si è innamorata di George, anche quest'ultimo riconosce di essersi innamorato di AnnaBeth, non vuole trasferirsi a Nashville dato che non vuole compromettere la loro relazione sentendo di aver trovato in AnnaBeth qualcuno con cui costruirsi un futuro. Tuttavia quando AnnaBeth scopre da Polpetta che George ha rifiutato il lavoro, lo esorta a cambiare idea, lui ha talento come manager musicare, Nashville non è lontana da Bluebell, possono anche stare insieme con una relazione a distanza.
Lemon vede delle candele posizionate in modo da formare le parole "Merry Me" ("sposami") credendo erroneamente che Lavon le abbia chiesto di sposarlo, lei accetta con gioia, anche se per lui è imbarazzante non se la sente di dirle che quella non è la sua proposta di matrimonio, vedendola così felice: infatti era stata Zoe a posizionare quelle candele, voleva chiedere a Wade si sposarla. George fa un discorso davanti a tutti i suoi concittadini, ammettendo che per lui Bluebell è casa sua, e chi vi abita sono la sua famiglia, ma ora desidera trasferirsi a Nashville, tutti ne sono addolorati, Tom ora ha capito che il sogno di AnnaBeth indicava l'imminente partenza di George, senza di lui Bluebell non sarà più la stessa.
È arrivato per George il momento di lasciare Bluebell mentre Zoe, Brick, Lemon, Wade e Lavon lo salutano abbracciandolo con affetto, e dopo aver baciato AnnaBeth, infine, George parte per Nashville insieme a Polpetta e ai fratelli Truitt.

## Bluebell
- Titolo originale: Bluebell
- Diretto da: David Paymer
- Scritto da: Leila Gerstein

### Trama
George si è integrato bene a Nashville dove ora vive con Polpetta e i fratelli Truitt, mentre AnnaBeth cerca di godersi la compagnia del suo fidanzato le poche volte che viene a trovarla. Wade è infastidito dato che Lemon e Lavon praticamente si sono appropriati della proposta di matrimonio che Zoe voleva fargli, in effetti Lavon, che desidera veramente sposare Lemon, non ha avuto il coraggio di dirle che quella proposta non era sua.
Lemon chiede a Zoe di essere una delle sue damigelle, mentre Tansy si trasferisce a Bluebell dato che Susie la assume al suo salone per acconciature, invece Rose si trasferisce a New York, per studiare alla Columbia University. Rose ringrazia Zoe che per lei è stata un modello da prendere a riferimento. I preparativi per la festa di fidanzamento di Lemon non vanno bene, ad esempio invece dei gigli vengono ordinati dei gladioli, inoltre il personale del Fancie che doveva occuparsi del catering ha avuto un'intossicazione da formaggio, ma lei non è per nulla arrabbiata, è felice di sposare Lavon, l'uomo che ama, ignara che la proposta di matrimonio non era per lei.
Brando, Sylvie e Zoe vanno alla tomba di Harlye, dove sua figlia lo ringrazia per averla portata a Bluebell, dove ha trovato una casa, un uomo da amare e dal quale avrà un figlio, rimpiange solo che il bambino non lo conoscerà mai.
Dato che George non vive più a Bluebell ha convinto Olivia, un'avvocatessa di New York, a dirigere il suo studio legale al suo posto, Olivia mostra a Zoe un contratto di assunzione, lo studio medico ha assunto un nuovo dottore, il giovane Halston. All'inizio Zoe credeva che Brick volesse licenziarla e rimpiazzarla con Halston, ma in realtà Brick le fa una sorpresa: ha deciso di rinominare Zoe sua socia, Halston dovrà solo coprire dei turni serali e lavorare i week end dato che con la piccola Ethel e il bambino di Zoe in arrivo avranno meno tempo da dedicare allo studio medico. Zoe, commossa dal bel gesto, abbraccia Brick. Wade assume una nuova barista, Sammy, e Zoe scopre che Halston si è sentimentalmente legato a lei e a Olivia (rievocando il triangolo amoroso tra Zoe, Wade e George).
AnnaBeth credeva che George sarebbe rimasto a Nashville per poco, ma in realtà voleva chiederle di trasferirsi con lui, ma AnnaBeth non vuole lasciare Bluebell. Intanto alla festa di fidanzamento Lavon confessa a Lemon che quella proposta di matrimonio era per Wade, non per lei. Adesso Lemon si sente indignata, praticamente è come se lei e Lavon non fossero realmente fidanzati. Zoe si sente male, crede che siano le Braxton Hicks, ma in realtà è in travaglio, benché mancasse ancora qualche settimana prima del parto, le si rompono le acque e viene portata in ospedale.
Bettie dà a Lavon un anello di fidanzamento e lui chiede a Lemon di sposarlo e lei accetta. Intanto AnnaBeth ritiene che la cosa migliore sia rompere con George, ma lui non intende rinunciare ad AnnaBeth, perché quando si ama qualcuno è fondamentale lottare per salvare il loro amore. I cittadini di Bluebell vanno da Zoe in ospedale, lei sta per partorire ma prima decide di sposare Wade, con sua madre Candice in videochiamata ad assistere all'evento. Zoe confessa a Wade che lui è la sua metà mancante, mentre Wade ammette che Zoe ha fatto di lui un uomo migliore, il reverendo Mayfair (insieme a un rabbino per celebrare le nozze) li dichiara marito e moglie. Zoe partorisce e presenta a tutti il suo bambino, per ora non gli ha dato un nome ma ha deciso di dargli il cognome di entrambi i genitori: Hart-Kinsella.
Con tutti i cittadini Bluebell che cantano Long Live the Heart si vedono i protagonisti che vanno avanti con le loro vite, finalmente Lavon e Lemon si sposano avendo formato una famiglia allargata con Brick, Magnolia, Bettie, Scarlett, Shelby e Ethel, mentre AnnaBeth si trasferisce con George a Nashville nella loro nuova casa, infine Zoe e Wade si siedono su una panchina godendosi una giornata serena con il loro bambino pensando a quanto sia felice la loro vita a Bluebell.
- Curiosità: Olivia è interpretata dall'attrice Autumn Reeser che insieme a Rachel Bilson, che interpreta la protagonista Zoe, hanno fatto entrambe parte del cast della serie The OC.